# Сигнеус, Уно
Уно Сигнеус (дат. Uno Cygnæus; 12 октября 1810, Тавастегус — 2 января 1888, Гельсингфорс, Великое княжество Финляндское) — финский педагог, главный инспектор народных школ, пастор.

## Биография
Интерес к педагогике, возможно, пробудился в детстве: Сигнеуса и соседских детей обучали домашние учителя, преподавание было суровым, дисциплинарные наказания считались нормой. За совершённый проступок ученика заставляли залезать под парту, а другим ученикам приказывали пинать провинившегося.
После окончания школы в 1827 году поступает в университет (Або), готовится стать врачом, работает ассистентом доктора во время эпидемии холеры в Тавастегусе (1831 год), но, в силу обстоятельств, оставляет эту идею. В 1836 году получает степень кандидата философии, на жизнь зарабатывает, давая частные уроки. В 1837 году, сдав экзамены по богословию, становится пастором.

## Начало карьеры
Работая помощником настоятеля церкви в Выборге, преподает в школе для мальчиков и проповедует в губернской тюрьме в период с 1838—1839 гг. В 1839 году отправляется к берегам Аляски на остров Ситку в качестве лютеранского пастора. В течение 5 лет миссионерского служения много ездит по колонии, посещает Курильские и Алеутские острова. Разносторонняя жизнь Аляски дает много поводов для педагогических размышлений и производит на него сильное впечатление. Первая на Аляске в Ново-Архангельске протестантская церковь была открыта Уно Сигнеусом 24 августа 1843 году.
При возвращении домой через Сибирь в 1845 году Сигнеус таким образом совершает кругосветное путешествие (путь на Аляску шёл через Юж. Америку). С 1846—1858 гг служит пастором в шведском приходе Св. Катарины, совмещая пост с работой директора церковной школы при финском приходе Святой Марии (Санкт-Петербург). В 1854 году женится на дочери банковского служащего из Хельсинки (имел четверых детей).
Заинтересовавшись методами педагогического образования, изучает идеологию И. Г. Песталоцци, Ф. Фребеля и Ф. Дистервега. Тесно общается и ведёт переписку с университетскими преподавателями, сохранились письма Сигнеуса к общественным финским деятелям того времени.

## Школьные реформы
В 1857 году пишет доклад в Сенат о школьных реформах, в котором доказывалась важность независимого школьного управления (народные школы отделить от церкви), равного образования для мальчиков и девочек на родном языке, повышения профессионального уровня учителей (личность учителя считал одной из первых составляющих успеха школы), введения физического и трудового обучения. Народной школе предлагалось обучать ребёнка не только механическому штудированию (заучивание катехизиса признавал вредным и вызывающим равнодушие к чтению вообще), но и способности мыслить, а также подготовить учеников к жизни в обществе и семье, уделяя внимание экономическому и нравственному развитию. Весь проект Сигнеуса содержал конкретные действия, а не размытые идеи, на реформу возлагалась надежда национального процветания, а не только благополучие отдельного человека.
Только просвещение всего народа, а не отдельных лиц, может спасти финнов от поглощения и сохранить им место среди наций.Уно Сигнеус.
Доклад получает одобрение, и в 1858—1859 гг. Сигнеус совершает научную поездку по Швеции, Дании, Германии, Австрии и Голландии, где изучает педагогический опыт иностранных школ. Уже в 1861 году предложения Сигнеуса находят множество сторонников и официально внедряются в школьное образование, а его назначают главным инспектором народных школ.
В 1863—1869 гг. становится ректором проектируемого и финансируемого им педагогического училища в Ювяскюле (открытого как для мужчин, так и для женщин). Поощрял и практиковал заграничные командировки учителей и заимствование положительного опыта из методик других стран. Центральной идеей семинарии являлся принцип: «Каков учитель, такова и школа».
Особую ценность в проводимой им школьной реформе Уно Сигнеус отводил системе ручного труда (слойду), именно из Финляндии школьный ручной труд был перенесён в Швецию, а затем под названием слойд распространился по другим странам. В основе методики лежал деятельный подход, применение теоретических знаний на практике. Уроки ручного труда не ставили целью профессиональное обучение ребёнка, а проводились с педагогической точки зрения, воспитывая в детях уважение к физическому труду и обретению начальных трудовых навыков.
Ещё при жизни Уно Сигнеус увидел положительные результаты своих реформ, заслужил признание в народе, закрепив звание «отца финской школы». Статья о нём входит в сборник коллекции биографий Финляндии «Сто замечательных финнов».

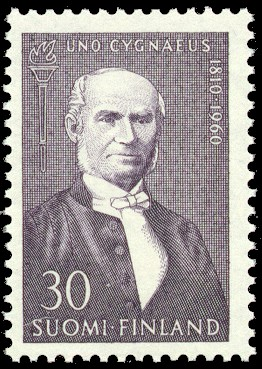
Почтовая марка к 150-летию Уно Сигнеуса. 1960 год
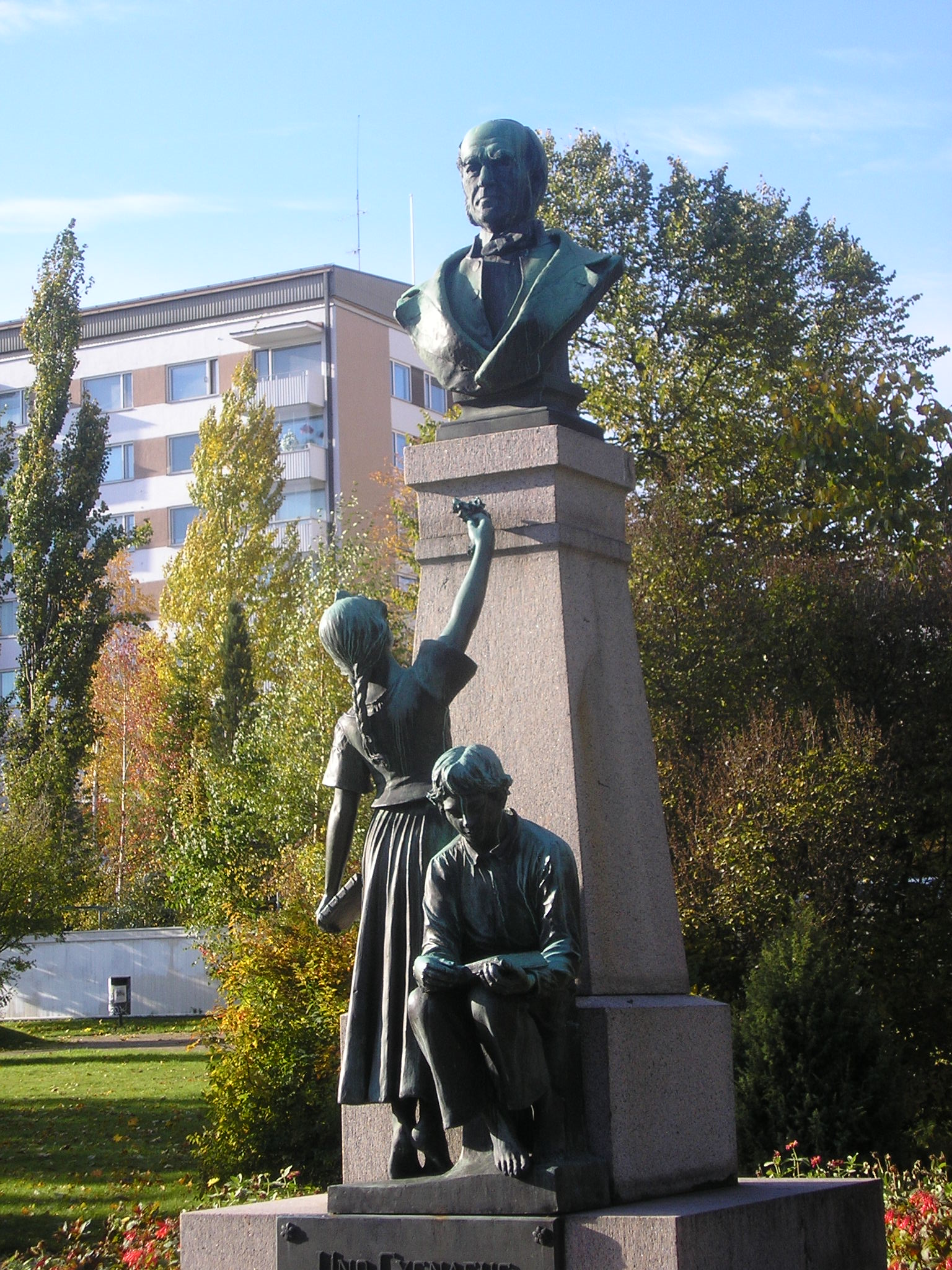
Памятник Уно Сигнеусу в Ювяскюле. 2010 год